# Ketrin Buljević
Ketrin Buljević hrvatska je pjesnikinja i spisateljica. Rođena je u Splitu, gdje je završila osnovnu školu i gimnaziju. Diplomirala je na Filozofskom fakultetu[Kojem? Gdje?], na Katedri za komparativnu književnost. Nagrađena je za poeziju na Logosovu natječaju za mlade autore i međunarodnom natječaju za pjesnike u Orlandu, SAD. Objavila je zbirke pjesama "Poezija" (1989., suautori Helena Roguljić, Josip Bosnić, Katica Maslov), "Sjena Zvonika" (1993.) i "Ljubav" (2003., na eng. preveo Tomislav Mihalić).
Pjesme su joj objavljene i u knjizi izabranih pjesama Jučer bih umro za te, a danas jer te nema prireditelja i urednika Mladena Pavkovića.